# Amecameca
Amecameca de Juárez (Nahuatl: Amaquemecan) is een stadje in de Mexicaanse staat Mexico. De plaats heeft 31.422 inwoners (census 2005) en is de hoofdplaats van de gemeente Amecameca.
Amecameca ligt aan de voet van de Popocatépetl en de Iztaccíhuatl, en hier begint de Pas van Cortés die tussen die twee vulkanen leidt. Veel expedities naar de top van de Iztaccíhuatl (de top van de Popocatépetl is wegens uitbarstingsgevaar al enkele jaren gesloten voor het publiek) vertrekken vanuit Amecameca. De grond is niet geschikt voor landbouw, maar wel voor veeteelt. Ook bosbouw is een belangrijke bron van inkomsten en Amecameca is van oudsher een marktplaats. In de volksmond wordt de plaats ook wel gewoon Ameca genoemd. Wegens de ligging in de bergen heeft Amecameca een relatief koud klimaat.
Amecameca werd bewoond door de Chalca's op het moment dat het in 1465 door de Azteken werd onderworpen. Amecameca bleef een van de grotere en belangrijkere steden van het Dal van Mexico en had ten tijde van de komst van Hernán Cortés zo'n 20.000 inwoners. De plaatsnaam komt uit het Nahuatl en betekent 'plaats waar papieren iets aanduiden'. In het begin van de 20e eeuw sprak vrijwel de hele bevolking van Amecameca nog Nahuatl, maar dat is tegenwoordig teruggelopen tot ongeveer een procent.